# Granny (videohra)
Granny je nezávislá survival hororová videohra z roku 2017, kterou vyvinul a vydal Dennis Vukanovic pod jménem DVloper jako spin-off své předchozí série Slendrina. Hra představuje nejmenovaného hlavního hrdinu uvězněného v domě, který musí řešit hádanky a zároveň se vyhýbat hlavnímu protivníku Granny (babička), aby se dostal z domu v časovém úseku pouhých pěti nebo šesti dnů.
Recenze na hru Granny byly pozitivní a chválily její napínavou atmosféru a hratelnost, ale některé kritizovaly její grafiku. Poslední aktualizací byla verze 1.8, přičemž pro Android vyšla 23. listopadu 2022 a pro iOS 24. listopadu 2022.

## Hratelnost
Hra se soustředí na použití různých předmětů v období pouhých pěti (nebo šesti, pokud je dokončena obrázková hádanka) dnů k útěku z domu a zároveň se vyhnout aktivní hrozbě pronásledování. Hráč může uniknout odstraněním zámků na vstupních dveřích, opravou auta v garáži nebo odstraněním zámků z trezorových dveří v kanalizaci. Všechny tyto možnosti vyžadují jinou sadu předmětů.
Hráč má možnost vybrat si mezi 5 obtížnostmi: „trénink“, kdy Granny odjela z domu, „snadná“, „normální“, „těžká“ a „extrémní“. S každou vyšší obtížností se na vstupních dveřích objeví více zámků, Granny se stane rychlejší a podlahy začnou vrzat. K dispozici jsou také další možnosti, které lze zapnout: noční můra (nightmare; změní hudbu a textury hry), „extra zámky“ (extra locks) a „temnější“ (darker). V režimu „noční můra“ se kolem domu objevují přízračné krysy, které Granny upozorňují na přítomnost hráče, a v režimu „extrémní“ jsou nuceně zapnuty funkce „extra zámky“ i „temnější“.
Granny se potuluje po domě a hráče hledá. Využívá všechny zvuky, které hráč vydává, ve svůj prospěch a nastražuje medvědí pasti, aby hráči ztížila postup. Pokud hráče chytí, uvede jej do stavu bezvědomí, čímž ukončí aktuální den a přechází se do dalšího, který hráče vrátí zpět do hlavní ložnice. Hráč může být omráčen také několika dalšími nebezpečími, která se ve hře vyskytují – pavoukem nebo pádem z půdy. Pokud je hráč přistižen poslední den, přehraje se jedna z pěti scén „game over“ a následně je hráč vrácen na úvodní obrazovku. Před Granny je možné bránit se několika způsoby – například ji přivést do bezvědomí nebo ji dočasně oslepit pomocí různých pastí a zbraní, které lze v domě najít, jako je brokovnice nebo pepřový sprej.

## Děj
Děj hry je od začátku záměrně nejasný. Podle herní verze od platformy Steam děj prvního dílu začíná cutscénou, ve které hráč prochází lesem a následně jej Granny (babička) napadne. Hráč se poté probudí v posteli, čímž se spustí hra. Podle vzkazu nalezeného poblíž sklepa a důkazů roztroušených po celém domě není hráč první osobou, kterou Granny uvěznila, a možná není ani poslední.
DVloper tvrdí, že postava nemá vlastní identitu, protože ji má představovat osoba, která hru hraje.
Druhý díl (hra Granny: Chapter Two) představila dědečka (Grandpa), který je Grannyiným manželem a pravděpodobně válečným veteránem. V cutscéně této hry od platformy Steam leží hráč na počáteční posteli (stejné jako v první hře), než je omráčen a odvezen do dědečkova domu.
Ve hře Granny 3 (na obou platformách) se odehrává cutscéna, v níž hráč kráčí k přední bráně sídla a přechází přes padací most, který se za ním zvedne.
Ve hře The Twins (další hra od vývojáře DVloper) je možnost nechat Granny i dědečka vystupovat jako další protivníky spolu s Bobem a Buckem, což hru činí obtížnější. V této hře, pokud má hráč na sobě masku Slendriny a je poblíž Granny, se kolem její hlavy objeví srdíčka lásky.
Všechny tři díly hry obsahují odkazy a easter eggy na předchozí sérii Slendrina od vývojáře DVloper, například dítě Slendriny se objevuje v díle Granny: Chapter Two a maminka Slendriny v původním díle Granny. V díle Granny 3 je však v popisu hry potvrzeno, že Slendrina je Grannyinou vnučkou.

## Pokračování

### Granny: Chapter Two
Sequel Granny: Chapter Two vyšel 6. září 2019 pro Android, následující den pro iOS a 30. prosince téhož roku pro Microsoft Windows.
Podobně jako v prvním díle je hráč uvězněn v domě. Tato hra představuje dalšího protivníka, dědečka (Grandpa), který hůře slyší, neumisťuje pasti a většina zvuků ho neupozorní. Může však vstupovat do kamerové místnosti, od které má klíč na krku (můžete mu ho sebrat když spí nebo když ho zastřelíte) a v této místnosti může kontrolovat kamery (za účelem najít hráče). Hráč má v nižších stupních obtížnosti možnost volby mezi Granny a dědečkem, ve vyšších stupních obtížnosti, „těžká“ a „extrémní“, jsou oba automaticky vnuceni.
Ve hře se objevují nové předměty a zbraně a kromě útěku předními dveřmi může hráč uniknout také pomocí vrtulníku nebo motorového člunu. Hráče také ohrožují dvě nová monstra – obří chobotnice a dítě Slendriny. Hra se zpočátku setkala s pozitivním hodnocením. Nedávno byla přidána vychytávka, která je taková, že když vás vidí dědeček nebo babička, hraje jiná hudba, a vy víte, že máte utíkat. To ve hře dosud nebylo.

### Granny 3
Druhý sequel, Granny 3, vyšel 3. června 2021 pro Android a 22. srpna téhož roku pro Microsoft Windows. Kvůli vydavatelským pravidlům společnosti Apple nebyla Granny 3 v nedávné době[kdy?] k dispozici pro iOS. Vývojář DVloper vysvětlil, že Apple hru považuje za „spam“ kvůli podobnosti s předchozími dvěma hrami. Dnes[kdy?] už je ale problém vyřešen.
Stejně jako v předchozích dílech se hráč opět ocitá v únosu Granny a dědečka. Tentokrát se k nim přidává jejich vnučka Slendrina, nová antagonistka se stejným chováním jako v domovské sérii. Tento díl obsahuje novou mapu, nové předměty a nové hádanky, stejně jako některé drobné změny v chování nepřátel, například dědeček má u sebe brokovnici, která funguje jako zbraň na dálku. Hra také obsahuje nové herní mechanismy, jako je poškození pádem. Ze sídla lze uniknout dvěma způsoby: vstupní branou a vlakem metra. I tato hra získala pozitivní hodnocení. Bohužel nebyla v současné době moc updatována.

## Dočasné odstranění ze služby Steam
Někdy[kdy?] na začátku května 2022[zdroj?] byly všechny tři díly hry ze služby Steam odstraněny, přičemž důvod je zatím neznámý. Vývojář DVloper na Twitteru uvedl, že na problému pracuje, a i přestože to trvalo více než rok, dne 26. června 2023 byly granny hry opět přidány na steam, a dne 14. července 2023 proběhla aktualizace na původní díl která přidala spider cellar, lokaci již známou z mobilní verze

## Kritika
Hra se stala virálním hitem na různých sociálních sítích a v květnu 2018 se stala druhou nejsledovanější mobilní videohrou. V obchodě Google Play má hodnocení 4,4 hvězdiček z 5 a v App Store 4,4 hvězdiček z 5. Hra také dala vznik mnoha fanhrám a kopiím. Na Google Play má hra přes 100 milionů stažení.
William Lewinsky ze společnosti Indie Game Critic hře udělil 10 hvězdiček z 10, přičemž pochválil její ovládání jako „velmi dobře implementované“ a zvukové efekty jako „hvězdné“, a zároveň uvedl, že hra účinně děsí hráče. Neilie Johnsonová ze společnosti Common Sense Media hru ohodnotila negativně, udělila jí 2 hvězdičky z 5. Prohlásila, že hra „působí jako prototyp dokončenější aplikace“, a její grafiku zkritizovala jako „nevýraznou“. Nicméně přiznala, že hra je děsivá.